# Thành phố Hanse
Thành phố Hanse, tiếng Đức là Hansestadt là một thành phố, từ thời Trung cổ đã nhập với các thành phố khác thành liên minh Hanse, liên minh của các thành phố thương mại. Liên minh các thành phố của Hanse thì rất lỏng lẻo và không có ký một hợp đồng nào cả. Bởi thế rất khó nói, thành phố nào trong một thời điểm nào đó thuộc về liên minh Hanse. Cả Hanse cũng không muốn xác định số và tên các thành phố. Chẳng hạn họ từ chối không đưa nhà vua Anh Quốc danh sách chi tiết, bởi vì có lẽ họ không có danh sách đó. Nhiều thành phố Hanse thuộc các thành phố bên cạnh lớn hơn, mà cũng nằm trong liên minh Hanse.
Tổng cộng có khoảng 200 địa điểm, mà trong một thời gian nào đó trực tiếp hay gián tiếp thuộc Hanse. Vào ngày họp Hanse cuối cùng vào năm 1669 tại Lübeck chỉ còn 9 thành phố đại diện: Lübeck, Hamburg, Bremen, Braunschweig, Danzig, Hildesheim, Köln, Osnabrück và Rostock.